# Деплешен, Эжен
Валантен Эжен Деплешен (фр. Valentin Eugène Deplechin; 27 мая 1852, Рубе — 4 марта 1926, Тие) — французский скульптор.

## Биография
Родился в 1852 году в Рубе.
Учился ремеслу скульптора в Школе изящных искусств Лилля. В дальнейшем остался работать в том же городе, где заслужил репутацию ведущего городского скульптора.
К произведениям Деплешена принадлежат:
- Памятник-бюст пикардийскому поэту Александру Деруссо (фр.; 1820—1892), в Лилле (1902), в современном сквере Фоша . Поскольку Деруссо был наиболее известен своей колыбельной «Le P’tit Quinquin», у подножия высокого постамента Деплешен разместил статую молодой матери, укачивающей ребёнка и напевающей ему колыбельную песню.
- Не менее необычный памятник учёному-литературоведу Огюсту Анжелье (фр. 1848—1911) в том же городе (1928), в сквере его имени. Анжелье изображён в полный рост, в зимних плаще и шляпе, сидящим на скале, строго в профиль относительно центральной линии памятника.
- Вполне классическая, но весьма грациозная мраморная станция Амфитриты (1893), ныне находящаяся в постоянной экспозиции Дворца изящных искусств Лилля
- Предварительная гипсовая версия той же скульптуры, хранящаяся в собрании Музея изящных искусств Рубе.

Скончался Деплешен в 1926 году в Тье, пригороде Парижа.

## Галерея
- Памятник-бюст поэту Александру Деруссо (фр.; 1902), сквер Фоша, Лилль
- Памятник литературоведу Огюсту Анжелье (фр.; 1928), сквер Анжелье, Лилль
- Амфитрита (1893), мрамор, Дворец изящных искусств Лилля